# San Pedro de Atacama
San Pedro de Atacama je město na severu Chile. Nachází se v provincii El Loa v regionu Antofagasta. Město vzniklo kolem oázy v náhorní plošině Puna de Atacama a prvními obyvateli byli Atacamové. Před Druhou tichomořskou válkou se město nacházelo na území Bolívie. V roce 2012 zde žilo 3899 obyvatel.